# تلخ أوند (بجستان)
تلخ أوند (بالفارسية: تلخ اوند) هي قرية تقع في إيران في قسم بجستان الريفي.